# Alviks Strand Konferens

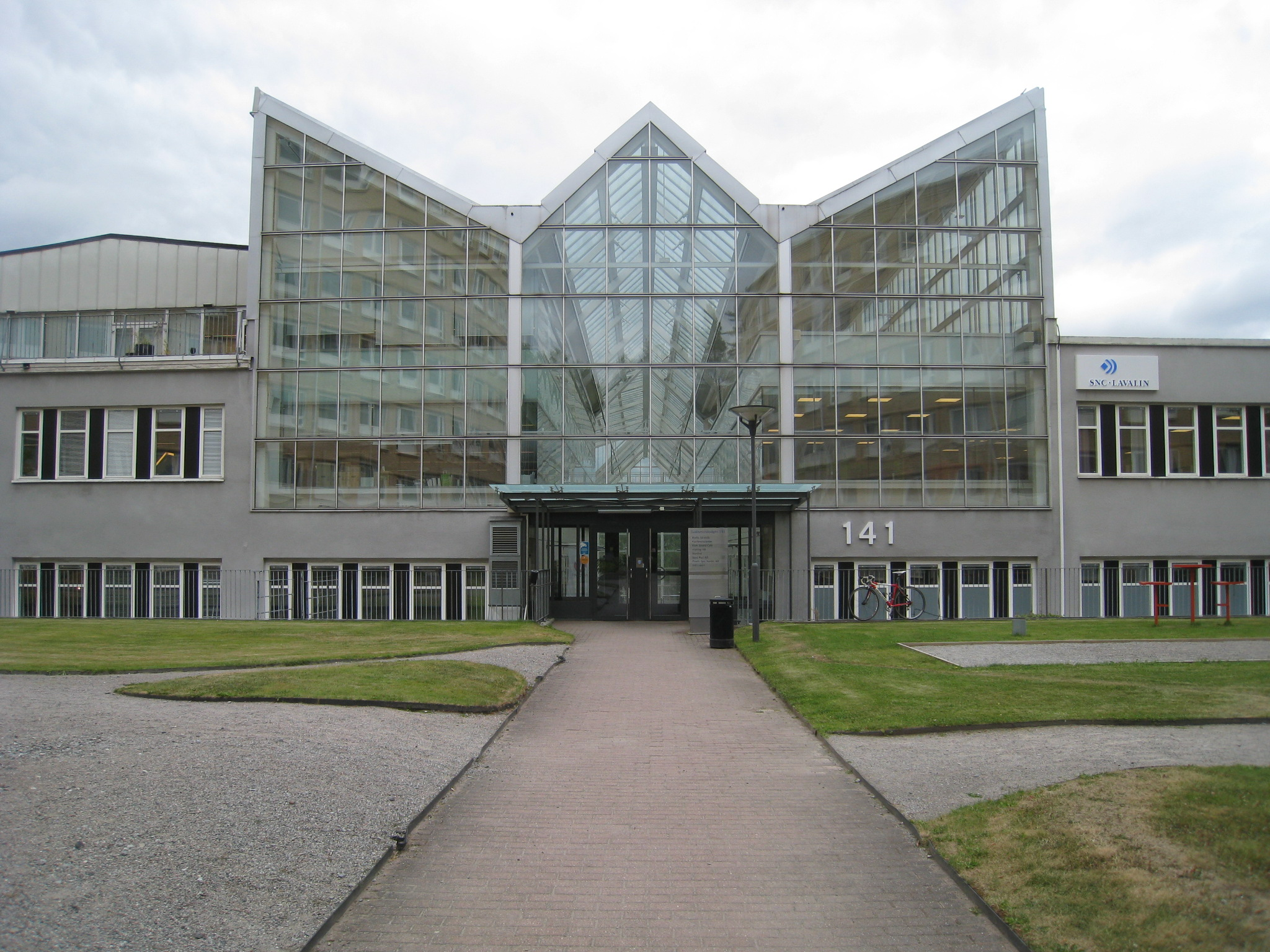
Innergården.

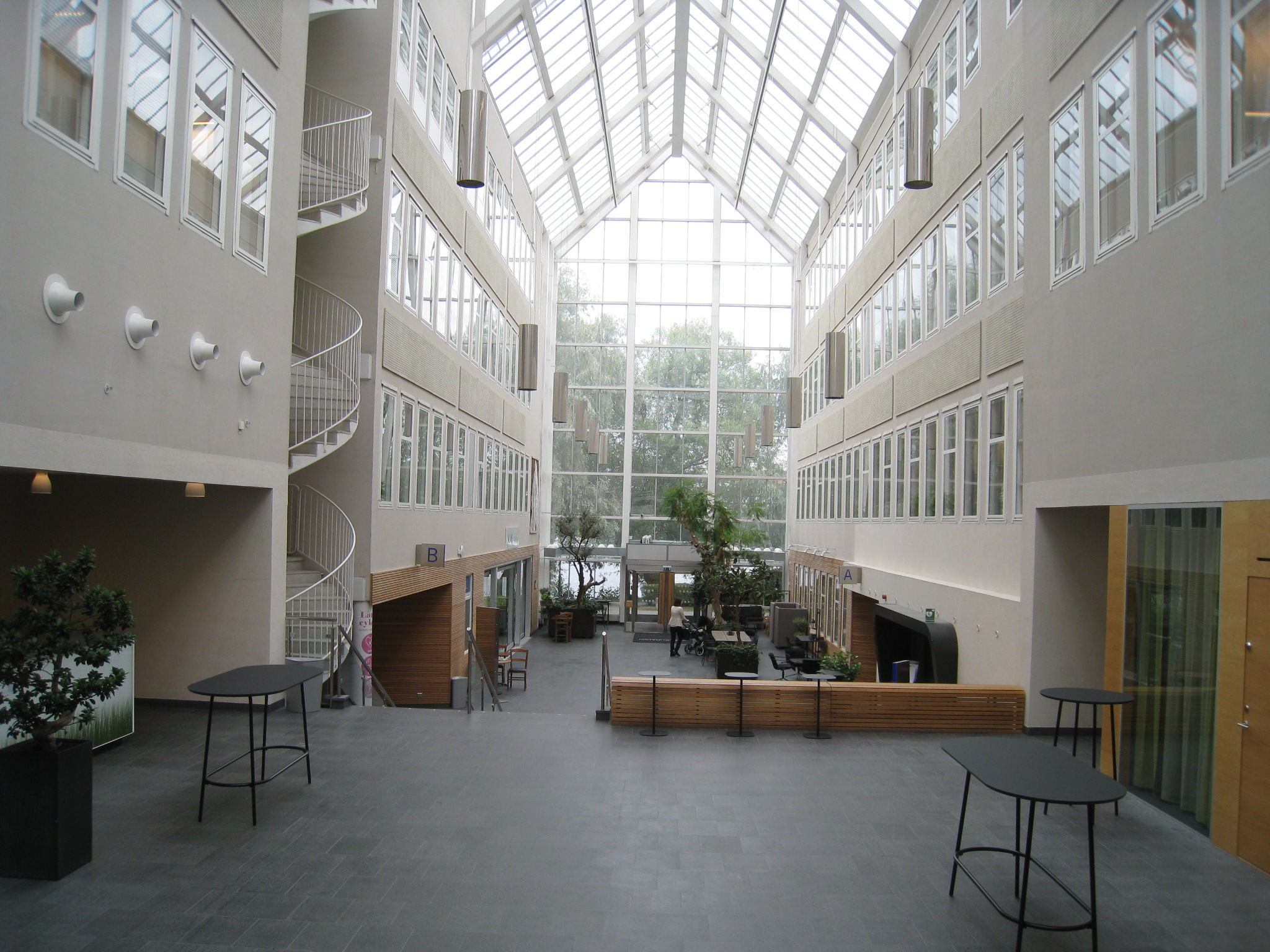
Interiör.

Alviks Strand Konferens är en byggnad för uthyrning av lokaler till konferenser vid Gustavslundsvägen 141 i Alviks strand i stadsdelen Alvik i Bromma i västra Stockholm. 

## Verksamhet
Alviks Strand Konferens är arrangör för dagkonferenser. Det är en anläggning för möten såsom internkonferens, seminarium, presskonferens, utbildning, ledningsgruppsmöten, leverantörsträffar och mycket mer mellan kickofferna. Mat och dryck i kaffepauser serveras i Ljusgården. Lunch serveras på plats eller i närliggande restaurangen Sjöpaviljongen. 
Alviks Strand Konferens har möteslokaler, 5 konferenslokaler och 5 grupprum, med namn från stadsdelar i Bromma såsom Ålsten, Äppelviken, Smedslätten och Stora Essingen. Essingefjärden är störst med 108 kvadratmeter möblerbar yta och plats för upp emot 70 personer. Alviks Strand Konferens ingår i Coor Konferens

## Kontorskomplex
Byggnaden, som ligger på Gustavslundsvägen 141 i Alvik, ingår i Alviks Strands kontorskomplex som blev färdigt 1988 och byggdes på Barnängens fabriksområde, som sträckte sig ända till Gustavslundsvägen. Kontorsområdet Alviks strand domineras av två storskaliga bebyggelsegrupper med karaktäristisk utformning. Den ena bebyggelsegruppen består av de mjukt svängda gula tegelhusen i Alviks strand, kv. Alvik 1:18 där Alviks Strand Konferensbyggnad ingår. Den andra bebyggelsegruppen är de kubiska byggnaderna i rött tegel med fönsterband glasade takvåningar i Alviks terrass, kv. Racketen 10.